# Labastide-Villefranche
Labastide-Villefranche (en euskera Bastidaxarre) es una comuna francesa de la región de Nueva Aquitania en el departamento de Pirineos Atlánticos. Esta localidad incluye también a la pedanía de Peyroyes.
El topónimo Labastide-Villefranche fue mencionado por primera vez en el año 1360 con el nombre de Bielefranque.

## Demografía
| 822 | 1092 | 779 | 929 | 905 | 906 | 887 | 902 | 847 | 797 | 774 | 724 | 696 | 727 | 710 | 744 | 726 | 717 | 720 | 685 | 700 | 613 | 593 | 522 | 501 | 458 | 446 | 412 | 378 | 364 | 332 | 284 | 292 | 316 |
| Para los censos de 1962 a 1999 la población legal corresponde a la población sin duplicidades (Fuente: INSEE [Consultar]) |      |     |     |     |     |     |     |     |     |     |     |     |     |     |     |     |     |     |     |     |     |     |     |     |     |     |     |     |     |     |     |     |     |